# Zaramama Corona
La Zaramama Corona è una struttura geologica della superficie di Venere.